# Астрагал Сиверса
Астрагал Сиверса (лат. Astragalus sieversianus) — вид многолетних растений рода Астрагал (Astragalus) семейства Бобовые (Fabaceae), произрастает в Европе и Азии.

## Распространение и экология
Ареал вида охватывает западные районы Центральной Азии.
Произрастает в предгорьях и на горных склонах на высотах (600) 900—2400 м над уровнем моря, в поясах пырейных степей, эфемеровой растительности, арчево-степном, в нижней части пояса древесно-кустарниковой растительности, местами (главным образом на севере) в эфемероидово-полынной и злаково-полынной полупустыне и на степных лугах. Не редок у дорог и по межам.

## Биологическое описание
Многолетнее растение высотой 60-150 см. Стебли белошерстистые, полые, простые, бороздчатые.
Прилистники длиннозаострённые. Листья длиной 15—20 (30) см, с короткими шерстистыми черешками; листочки 8—12(14)-парные, продолговато-эллиптические или ланцетные, длинйо 3,5—4 (5) см, притуплённые, с коротким остроконечием, сверху голые, снизу опушённые.
Цветоносы в 2-3 раза короче листьев. Кисти пазушные, 3—5(редко более)-цветковые; прицветники узколинейные. Чашечка длиной 18—22 мм, густо-оттопыренно и длинно-беловолосистая; зубцы узколанцетно-шиловидные, равны или почти равны трубке. Венчик бледно-жёлтый; парус длиной 3,5—4 см с продолговато-овальной, слегка выемчатая пластинкой, книзу немного расширенной; крылья длиной 3—3,5 см с почти линейной пластинкой длиной до 2 см; лодочка длиной 2—3 см с слегка серповидно-изогнутой пластинкой, немного длиннее ноготка или равна ему. Завязь сидячая, волосистая.
Бобы длиной 2—3,2 см, шириной 1,5—1,8 см, с плотнокожистой перегородкой. Семена почковидные, длиной 4—7 мм, сжатые, гладкие, коричневые.
Цветёт в мае — июне (до июля). Плодоносит в июне — августе.

## Значение и применение
| Фаза       | Воды (в %) | От абсолютного сухого вещества в % | От абсолютного сухого вещества в % | От абсолютного сухого вещества в % | От абсолютного сухого вещества в % | От абсолютного сухого вещества в % | Источник и район                    |
| Фаза       | Воды (в %) | золы                               | протеина                           | жира                               | клетчатки                          | БЭВ                                | Источник и район                    |
| ---------- | ---------- | ---------------------------------- | ---------------------------------- | ---------------------------------- | ---------------------------------- | ---------------------------------- | ----------------------------------- |
| Отцветание | 8,7        | 5,8                                | 17,9                               | 4,5                                | 33,3                               | 38,5                               | Плешко и Пехачек, 1944, Таджикистан |

На пастбище поедается плохо.

## Таксономия
Вид Астрагал Сиверса входит в род Астрагал (Astragalus) трибы Galegeae подсемейства Мотыльковые (Faboideae) семейства Бобовые (Fabaceae) порядка Бобовоцветные (Fabales).
|  |                                      |  |                                                             |                                                             |                   |  | ещё 3 семейства (согласно Системе APG II) | ещё 3 семейства (согласно Системе APG II) |                          |  |  |  | ещё 27 триб          | ещё 27 триб        |  |  |  |  | ещё более 1600 видов | ещё более 1600 видов |
|  |                                      |  |                                                             |                                                             |                   |  | ещё 3 семейства (согласно Системе APG II) | ещё 3 семейства (согласно Системе APG II) |                          |  |  |  | ещё 27 триб          | ещё 27 триб        |  |  |  |  | ещё более 1600 видов | ещё более 1600 видов |
|  |                                      |  |                                                             | порядок Бобовоцветные                                       |                   |  |                                           |                                           | подсемейство Мотыльковые |  |  |  |                      | род Астрагал       |  |  |  |  |                      |                      |
|  |                                      |  |                                                             | порядок Бобовоцветные                                       |                   |  |                                           |                                           | подсемейство Мотыльковые |  |  |  |                      | род Астрагал       |  |  |  |  |                      |                      |
|  | отдел Цветковые, или Покрытосеменные |  |                                                             |                                                             | семейство Бобовые |  |                                           |                                           | триба Galegeae           |  |  |  | вид Астрагал Сиверса |                    |  |  |  |  |                      |                      |
|  | отдел Цветковые, или Покрытосеменные |  |                                                             |                                                             |                   |  |                                           |                                           |                          |  |  |  |                      |                    |  |  |  |  |                      |                      |
|  |                                      |  | ещё 44 порядка цветковых растений (согласно Системе APG II) | ещё 44 порядка цветковых растений (согласно Системе APG II) |                   |  |                                           | ещё 2 подсемейства                        | ещё 2 подсемейства       |  |  |  | ещё около 22 родов   | ещё около 22 родов |  |  |  |  |                      |                      |
|  |                                      |  |                                                             | ещё 44 порядка цветковых растений (согласно Системе APG II) |                   |  |                                           |                                           | ещё 2 подсемейства       |  |  |  |                      | ещё около 22 родов |  |  |  |  |                      |                      |